# BSWW Mundialito 2013
Navigation
2012 2014
L’édition 2013 du BSWW Mundialito est la 18e fois que se tient cette compétition. Elle a lieu sur la plage de Canide Norte à Vila Nova de Gaia au nord du Portugal. L'Espagne remporte pour la première fois la compétition tandis que le pays hôte perd sa dixième finale.

## Nations participantes
- Espagne
- Portugal
- Italie
- Japon

## Tournoi

### Déroulement
La compétition se déroule dans un format tournoi toutes rondes où tous les participants sont opposés une seule fois au cours de la compétition. Lors d'une égalité, la différence de buts particulière prime sur celle générale.

### Classement
| Équipe   | J | G | G+ | P | Bp | Bc | +/- | Pts |
| -------- | - | - | -- | - | -- | -- | --- | --- |
| Espagne  | 3 | 2 | 0  | 1 | 10 | 7  | +3  | 6   |
| Portugal | 3 | 2 | 0  | 1 | 13 | 7  | +6  | 6   |
| Italie   | 3 | 1 | 0  | 2 | 7  | 12 | –5  | 3   |
| Japon    | 3 | 1 | 0  | 2 | 7  | 11 | –4  | 3   |

### Détails des matchs
| 26 juillet 2013 | Espagne                                        | 5 – 1 | Italie       | Praia de Canide Norte, Vila Nova de Gaia, Portugal |  |
| 13:05           | Llorenç 19e, 32e, 34e · Cintas 29e · Pajón 34e |       | 30e S. Spada |                                                    |  |
| 13:05           | Rapport                                        |       |              |                                                    |  |

| 26 juillet 2013 | Japon               | 1 – 6 | Portugal                                                        | Praia de Canide Norte, Vila Nova de Gaia, Portugal |  |
| 14:20           | T. Kawaharazuka 26e |       | 4e, 15e, 27e Belchior · 23e J. Santos · 23e J. Maria · 28e Alan |                                                    |  |
| 14:20           | Rapport             |       |                                                                 |                                                    |  |

| 27 juillet 2013 | Espagne                | 2 – 4 | Japon                                      | Praia de Canide Norte, Vila Nova de Gaia, Portugal |  |
| 13:05           | Llorenç 3e · Pajón 29e |       | 3e, 21e S. Yamauchi · 17e Matsou · 36e Ozu |                                                    |  |
| 13:05           | Rapport                |       |                                            |                                                    |  |

| 28 juillet 2013 | Portugal                 | 2 – 3 | Espagne                               | Praia de Canide Norte, Vila Nova de Gaia, Portugal |  |
| 14:20           | Alan 1re · J. Santos 24e |       | 4e Llorenç · 24e R. Mérida · 31e Sidi |                                                    |  |
| 14:20           | Rapport                  |       |                                       |                                                    |  |

## Trophées individuels
- Meilleur joueur :  Alan Cavalcanti
- Meilleurs buteurs :  Llorenç et  Belchior
- Meilleur gardien :  Nuno Pereira